# 尧暄
尧暄（?—495年），本名钟葵，字辟邪，上党郡长子县（山西省长治市长子县）人，北魏官员。 

## 生平
尧暄本名钟葵，后获赐名为暄，他的的祖父尧僧赖在魏道武帝拓跋珪平定中山时，与赵郡吕舍率先归附北魏。
尧萱聪慧容貌美好，出任千人军将，东宫官吏。魏文成帝拓跋濬认为尧暄恭敬谨慎，提拔他为中散。尧暄奉命出使齐州，查验平原镇将和长史的贪婪残暴之事，斟酌情理，都得到了查验。尧暄出任太尉中给事，兼任北部曹事，后来转任南部曹事。太和年间，尧暄升任南部尚书。当时刚确定三长制，尧暄出任东道十三州使，改编户籍，获赐给专车一辆，御马四匹。当时齐武帝萧赜派遣将领陈显达侵犯北魏边境，尧暄出任使持节、署理中护军、都督南征诸军事、平阳公，率领军队前往许昌，恰逢陈显达逃走，尧暄于是班师。尧暄前后跟随征讨以及出使检察三十多次，都有克己奉公的称誉，获赏赐衣服二十套，綵絹十匹、細絹一千多段、奴婢十口，获赐爵平阳伯。等到北魏改置百官，尧暄出任太仆卿。魏孝文帝南征，尧暄加安南将军，转任大司农卿。太和十九年（495年），尧暄在平城去世，魏孝文帝为他号哭表示哀悼，赠予使持节、安北将军、相州刺史、谥号敬公，赐给用于丧事的布帛七百匹。
当初，尧暄出使徐州时，见到徐州城的楼台殿阁，嫌弃它们华丽高大，就下令各处毁掉，因此徐州的城楼后来更加残破。等到魏孝文帝到了徐州，听到这件事后说：“尧暄还应该追赐死刑。”

## 家庭

### 祖父
- 尧僧赖，魏道武帝平定中山时归附北魏

### 父亲
- 尧显，北魏振威将军、上党郡太守[3]

### 儿子
- 尧洪，北魏镇北府录事参军、平阳伯
- 尧遵，北魏伏波將軍、河州冠军府长史、临洮郡太守[3]
- 尧荣，第六子，北魏员外散骑侍郎[6]

## 延伸阅读
[在维基数据编辑]
 《魏書·卷42》，出自魏收《魏书》
 《北史/卷027》，出自李延壽《北史》